# Тиллотсон, Джон
Джон Тиллотсон (англ. John Tillotson; Сауэрби, октябрь 1630 — 22 ноября 1694) — 80-й архиепископ Кентерберийский (1691—1694).

## Биография

### Ранние годы
Джон Тиллотсон был старшим из трёх сыновей Роберта Тиллотсона и Мэри Добсон. Родился в конце сентября или начале октября 1630 года в Сауэрби (Йоркшир), крещён 10 октября 1630 года в Галифаксе и с детства принадлежал конгрегациональной церкви Сауэрби, то есть одному из пуританских течений того периода.
В 1647 году Тиллотсон по окончании грамматической школы поступил в Клэр-колледж Кембриджского университета, в 1650 году получил степень бакалавра искусств, после чего получил место преподавателя с испытательным сроком, а в 1651 был избран полноправным преподавателем. В 1654 году он получил степень магистра искусств. Таким образом, Тиллотсон стал одним из молодых людей, получавших образование в Кембридже в период Гражданской войны и Республики и в итоге обратившихся против кальвинистского учения. После Реставрации Стюартов его поведение в эти годы подвергалось критике, но сам он считал все обвинения в использовании им гонений против англикан для успешной карьеры несправедливыми.
В 1656 или 1657 году Тиллотсон уехал из Кембриджа в Лондон, где стал капелланом сподвижника Оливера Кромвеля Эдмунда Придо и учителем его сына (нет свидетельств священнического посвящения Тиллотсона в это время). Через Придо он добился для своего колледжа компенсации материального ущерба, понесённого в годы Гражданской войны от действий Парламента.

### От революции до революции
В 1661 году Тиллотсон участвовал в некоторых заседаниях Савойской конференции в числе представителей пресвитериан; вплоть до принятия парламентом Акта о единообразии 1662 года он тяготел к пуританским группам, получившим позднее определение «нонконформистских», но затем перешёл к сторонникам епископального устройства Англиканской церкви. Примерно в эти же годы Тиллотсон был рукоположён в священника и в 1663 году занял место изгнанного священника в Кедингтоне (Суффолк), но не оставил Лондон надолго. В 1662—1663 годах он получил известность своими проповедями в Сент-Лоренс Джури, а в 1663 году стал избранным проповедником Общества Линкольнс-Инн, которым посвятил многие годы. В 1664 году Тиллотсон впервые опубликовал сборник своих проповедей под названием The Wisdom of being Religious («Мудрость религиозности»), а в 1666 году получил степень доктора богословия. Его таланты были признаны при дворе, в 1667 году он стал одним из капелланов Карла II и получил возможность обратиться с кафедры также и к Палате общин. В 1670 году король предоставил Тиллотсону пребенду в Кентербери, а в 1672 году он получил должность декана этого собора; в 1675 году стал пребендарием собора Святого Павла, а в 1678 — его постоянным каноником.
Викарием церкви Сент-Лоренс с 1662 по 1668 год был Джон Уилкинс, оказавший большое влияние на Тиллотсона в направлении латитудинарианских убеждений, проповедуемых кембриджскими неоплатониками (оба не считали нужным требовать от верующих приверженности строго установленным нормам в литургии, церковной доктрине и устройстве), за что подвергались критике со стороны нонконформистов и приверженцев идей «высокой церкви». При помощи Уилкинса, которому Тиллотсон помогал и в научной работе, он в 1672 году был избран членом Лондонского королевского общества. После смерти Уилкинса Королевское общество в 1673 году доверило Тиллотсону хранение архива покойного.
Сохраняя связи с нонконформистами и ополчив против себя своими проповедями католиков, Тиллотсон испортил отношения с Карлом II и его преемником Яковом II (в 1688 году он принял участие в организованной архиепископом Кентерберийским Сэнкрофтом конференции, постановившей не исполнять приказания Якова II о зачитывании в церквях королевской декларации о веротерпимости). Продолжая проповедовать в Сент-Лоренс и Линкольнс-Инн, он купил домик в Эдмонтоне (Миддлэссекс, ныне — в городской черте Лондона), в котором переживал опалу и принимал множество гостей.
В 1689 году в результате Славной революции к власти пришли Вильгельм Оранский и его жена, дочь Якова II королева Мария. В том же году новый король сделал Тиллотсона одним из своих капелланов, а затем клириком Кабинета и деканом собора Святого Павла.
Тиллотсон также участвовал в работе комиссии, созданной Сэнкрофтом в 1688 году для выработки изменений в литургии с целью примирения с нонконформистами. Комиссия подготовила проект новой литургии, который встретил сопротивление последователей «высокой церкви» и даже не был представлен в парламент, а в январе 1690 года комиссия была расформирована.

### Архиепископ Кентерберийский
В 1690 году архиепископ Кентерберийский Сэнкрофт, отказавшийся признать легитимность соправителей Вильгельма и Марии, был смещён с кафедры. Вопреки настояниям богослова Генри Додвелла (сторонника нонджуриров, готовых на раскол Англиканской церкви ввиду незаконности дуумвирата), 31 мая 1691 года Тиллотсон был рукоположён в лондонской церкви Сент-Мэри-ле-Боу. В новой должности он продолжил близкое сотрудничество с епископом Солсбери Гилбертом Бёрнетом и добивался от епископов жёсткого контроля за образом жизни и поведением священников, дабы добиться их соответствия духовному сану. Главной проблемой архиепископата стала угроза раскола церкви, поскольку часть нонджуриров не испытывала к Тиллотсону доверия.
Умер 22 ноября 1694 года, через несколько дней после удара, перенесённого в часовне Уайтхолла, и был похоронен 30 ноября в церкви Сент-Лоренс Джури, с которой был связан около тридцати лет.

## Семья
В 1664 году Тиллотсон женился на приёмной дочери Уилкинса Элизабет Френч, племяннице Оливера Кромвеля (скончалась в 1702 году). У супругов было две дочери: младшая, Элизабет, умерла в 1681 году, а Мэри вышла замуж за Джеймса Чедвика и оставила после своей смерти в 1687 году двоих сыновей и дочь. Большую часть своего дохода Джон Тиллотсон тратил на благотворительность и на расходы, обусловленные исполнением должностных обязанностей. После смерти мужа его вдова (первая вдова Кентерберийского архиепископа за всё время после Реформации) сначала поддерживала своё существование в основном доходами от публикации проповедей Тиллотсона, в 1695 году король Вильгельм назначил ей содержание.

## Основные труды
Помимо отдельных изданий своих проповедей, Тиллотсон издал семь сборников своих трудов:
- Sermons Preach’d upon Several Occasions («Проповеди, прочитанные по разным случаям», 1671 год)
- Sermons Preach’d upon Several Occasions, 2-й том (1678)
- Sermons and Discourses, 3-й том («Проповеди и рассуждения», 1686)
- Sermons Concerning the Divinity and Incarnation of our Blessed Saviour («Проповеди по вопросам божественности и воплощения нашего Благословенного Спасителя», 1693)
- Sermons Preach’d upon Several Occasions, 4-й том (1694)
- Six Sermons («Шесть проповедей», 1694).

Богословские взгляды Тиллотсона получили известность далеко за пределами собственно Британских островов, в частности — среди английских колонистов на Американском континенте.